# Alette Due
Alette Wilhelmine Georgine Due, född Sibbern 28 februari 1812 i Værne Kloster, död 7 maj 1887 i Kristiania, var en norsk hovfunktionär, sångare och tonsättare. 

## Biografi
Alette Due var dotter till Valentin Sibbern och Anne Cathrine Stockfleth samt gift med den norske statsministern Frederik Due. Hon var mor till bland andra Frederik Georg Knut Due och svärmor till Knut Peyron.

### Musiker
Hennes make tjänstgjorde 1822–1841 i Stockholm som chef för den norska statsrådsavdelningen i Stockholms kansli, och under den tiden var Alette Due en välkänd figur i Stockholms norska societetskoloni. Hon var medlem av Harmoniska Sällskapet i Stockholm och invaldes som ledamot av hedersklassen i Kungliga Musikaliska Akademien den 30 december 1850.

### Hovfunktionär
Alette Due blev statsfru i Stockholm 1840. Hon var överhovmästarinna vid det norska hovet för drottning Sofia från 1873 till 1887. Under svensk-norska unionens tid fanns det en separat norsk hovstat som mötte kungaparet vid gränsen, då de besökte Norge, och sedan tjänstgjorde under besöket och sedan följde kungaparet till gränsen igen, där de avlöstes av den svenska hovstaten. Den norska hovstaten var liten: Alette Due hade 1874 bara en hovdam (hovfröken Alexandra Morgenstierne) under sig, medan den svenska överhovmästarinnan hade en kammarfröken och två hovfröknar under sig.